# Alfred Gasana
Alfred Gasana – rwandyjski polityk. Były poseł do Izby Deputowanych, minister spraw wewnętrznych od 10 grudnia 2021 roku.

## Życiorys
Od 2003 roku był posłem do Izby Deputowanych z list rządzącego Rwandyjskiego Frontu Patriotycznego. W wyborach parlamentarnych w 2008 roku Gasana otrzymał reelekcję. Jako poseł stał na czele Stałej Komisji Parlamentarnej ds. Bezpieczeństwa i Suwerenności Narodowej oraz Stałej Komisji Parlamentarnej ds. Politycznych i Prawnych.
W latach 2011–2021 Gasana był dyrektorem generalnym odpowiedzialnym za bezpieczeństwo wewnętrzne w Narodowej Służbie Wywiadu i Bezpieczeństwa (NISS).
10 grudnia 2021 roku został powołany przez prezydenta Paula Kagame na ministra spraw wewnętrznych. W latach 2020–2021 obowiązki ministra spraw wewnętrznych pełnił minister sprawiedliwości Rwandy.
Posiada licencjat prawa.